# Identificador de Entidad Legal
Un Identificador de Entidad Legal (en inglés: Legal Entity Identifier, LEI) es un identificador de veinte caracteres alfanuméricos que identifica a las distintas entidades jurídicas que participan en transacciones financieras según la definición de la ISO 17442. Según lo definido en la norma ISO 17442, que sustenta el Identificador de Entidad Legal (LEI), el término "entidad legal" incluye, pero no se limita a, las partes únicas que son legal o financieramente responsables del cumplimiento de transacciones financieras o que tienen el derecho legal, en su jurisdicción, de celebrar contratos jurídicos de manera independiente, independientemente de si están constituidas o incorporadas formalmente (por ejemplo, fideicomisos, asociaciones, acuerdos contractuales). Se excluyen las personas físicas, pero se incluyen las organizaciones gubernamentales y los organismos supranacionales.
Es importante distinguir entre ser elegible para obtener un LEI y estar obligado a tener uno. Según lo definido en la norma ISO 17442, cualquier entidad legal que participe en una transacción financiera es elegible para un LEI. Cualquier obligación legal de poseer un LEI proviene de los reguladores financieros nacionales. En principio, las personas físicas no deben de obtener un LEI. No obstante, cabe señalar, que el 30 de septiembre de 2015, el Comité de Supervisión Regulatoria (Regulatory Oversight Committee, ROC) publicó una declaración en la que se aclaran las condiciones bajo las cuales las personas físicas que actúan en calidad empresarial son elegibles para obtener un LEI.
El LEI es una norma universal, diseñada para ser no privativa de datos de libre acceso para todos. En julio de 2025, más de 3.000.000 de entidades legales de más de 195 países tenían identificadores LEI emitidos.
El Identificador de Entidad Legal (LEI) permite una identificación unívoca de las entidades legales que participan en transacciones a nivel global. Al vincularse con información de referencia disponible públicamente a través de la GLEIF, el LEI contribuye a mejorar la transparencia y la confianza en los mercados. Su uso respalda actividades clave como los procesos de conocimiento del cliente (KYC) y la lucha contra el lavado de dinero. El LEI está incluido en las de 200 regulaciones y recomendaciones donde el LEI se aplica en diversos sectores, incluidos los servicios financieros, la financiación del comercio, los pagos y las cadenas de suministro. Además, está ganando relevancia en nuevas áreas como los activos digitales y la sostenibilidad, al facilitar la trazabilidad, la interoperabilidad y la rendición de cuentas entre las partes implicadas.
El Consejo de Estabilidad Financiera (FSB) reconoció en mayo del 2019 que la adopción global del LEI respalda «múltiples objetivos de estabilidad financiera», como la mejora de la gestión de riesgos de las empresas, además de una mejor evaluación de los riesgos micro y macroprudenciales. Además la implantación del LEI «respalda una mayor calidad y precisión de los datos financieros en general». Más recientemente, el FSB también ha indicado los numerosos beneficios de la integración del LEI en los pagos transfronterizos, como la mejora en los niveles de normalización de los datos, procesos de conocimiento del cliente (KYC) más efectivos y un cribado de sanciones más exacto, lo que reduce la aparición de falsos positivos. En vista de estos beneficios, el FSB reiteró la necesidad de que las distintas jurisdicciones continúen promoviendo la inclusión y el uso del LEI más allá del sector financiero. En el caso de los pagos transfronterizos, el FSB recomienda que las distintas jurisdicciones consideren una adopción progresiva.

## Historia
Antes de 2012, los Identificadores de Entidades Jurídicas (también conocidos como códigos LEI, o números o, simplemente como LEI), no existían. En su lugar, cada país utilizaba sus propios códigos y sistemas para hacer un seguimiento de las transacciones financieras. El resultado de todo esto es que era prácticamente imposible identificar las transacciones equivalentes dentro del mercado mundial.
La crisis de 2008 resaltó la necesidad de un marco unificado que permitiera realizar un seguimiento preciso de las transacciones financieras internacionales. En particular, la investigación sobre el colapso de Lehman Brothers se estancó una y otra vez porque los organismos relevantes no pudieron evaluar la exposición de varios participantes en el mercado, ni explorar las conexiones entre los participantes en el mercado global. Estas fallas incorporaron los argumentos que varios participantes del mercado habían apoyado durante años y la necesidad de un sistema internacional que permitiera a las partes relevantes realizar un seguimiento rápido y preciso de las transacciones dentro del mercado global.
El sector privado había intentado y fracasado durante más de 20 años recabar el apoyo suficiente con el fin de implementar un marco de trabajo mundial para identificar y hacer un seguimiento de las transacciones financieras internacionales. Después de la crisis de 2008, algunos pesos pesados en el entorno de la política financiera mundial como la Oficina de Estudios Financieros (OFR, por sus siglas en inglés), se involucraron más a fondo.
El sistema LEI fue desarrollado por el G20, en respuesta a la incapacidad de las instituciones financieras para identificar a las organizaciones de una manera única, de manera que sus transacciones financieras en diferentes jurisdicciones nacionales pudieran ser monitoreadas en su totalidad. Los primeros identificadores LEI fueron emitidos en diciembre de 2012.

## Estructura del código LEI
El LEI es un código único mundial de 20 caracteres alfanuméricos que sigue la norma ISO 17442, elaborada por la Organización Internacional de Normalización. Los cuatro primeros caracteres identifican a la Unidad Operativa Local (UOL) encargada de emitir el identificador. Los caracteres del 5 al 18 identifican a la entidad legal en cuestión. Estos caracteres son generados por la UOL correspondiente, de acuerdo con directrices transparentes, sólidas y eficaces. Los dos últimos caracteres son dígitos de comprobación, tal como se indica en la norma ISO 17442, lo que técnicamente se conoce como una suma de verificación.

## Obtención
La Global Legal Entity Identifier Foundation (GLEIF) no emite directamente identificadores de entidades legales, sino que delega esta responsabilidad en las Unidades Operativas Locales (UOL). Estos emisores de LEI prestan diferentes servicios. Las UOL pueden tener diferentes precios por los servicios de registro que ofrecen. La GLEIF es responsable de controlar la calidad de los datos de los identificadores LEI. Los emisores de LEI acreditados por GLEIF se encuentran listados en su página web.